# Suhi
Suhi je priimek več znanih Slovencev:
- Drago Suhi (1919 - ?), partizanski pisatelj
- Štefan Suhi (1915-2001), baletni plesalec, pedagog in koreograf